# Yacimiento arqueológico de Vilerda

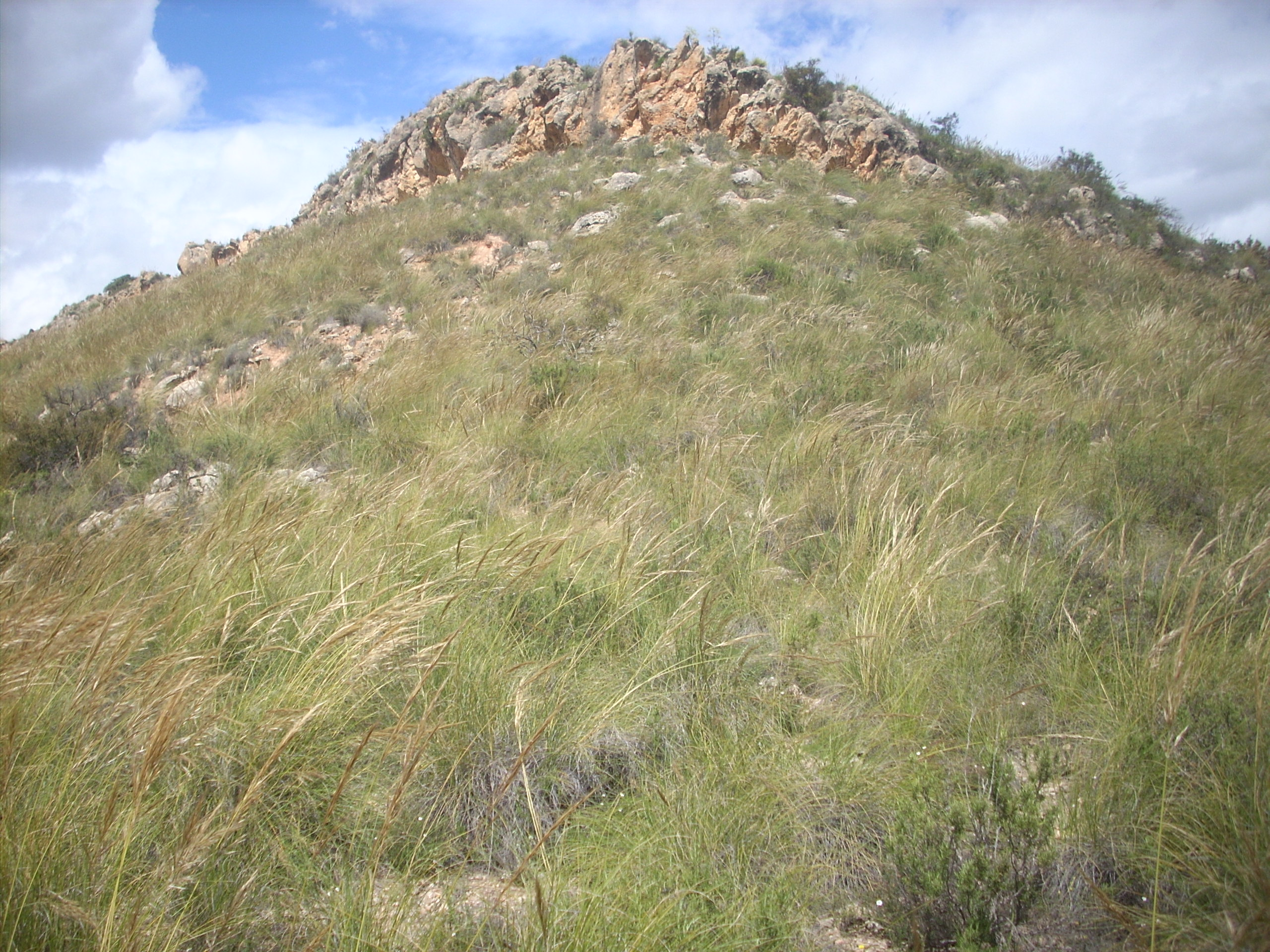
Vista general del cerro en el que se sitúa el yacimiento

Vilerda es un poblado de época argárica situado en la ladera media y baja de un relieve de escasa entidad en la vertiente nororiental de la sierra de las Estancias, en el término municipal de Puerto Lumbreras (Región de Murcia, España). Fue declarado bien catalogado por su relevancia cultural por resolución de 23 de noviembre de 2010 (BORM nº 285 de 11 de diciembre de 2010).

## Antecedentes

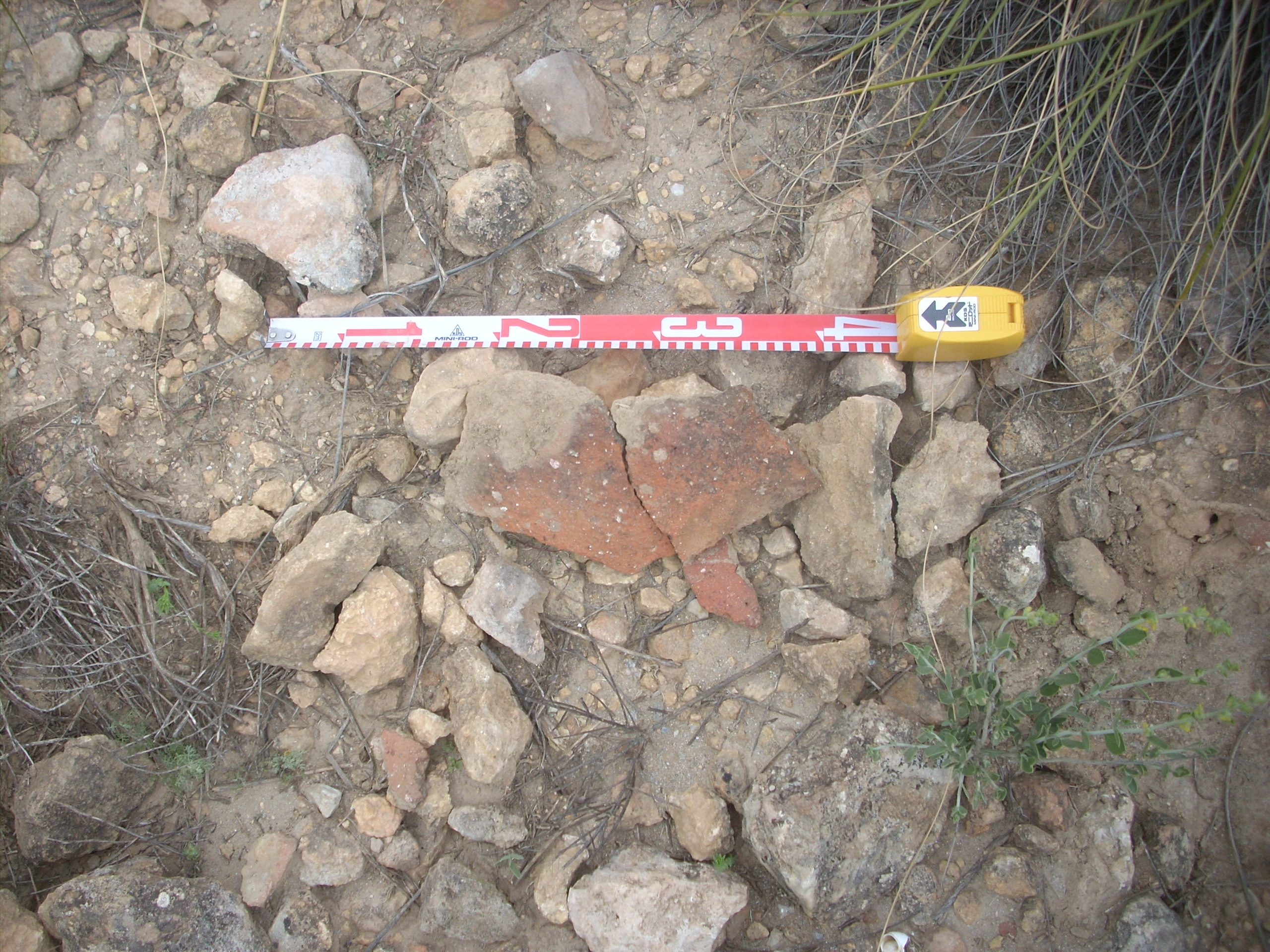
Materiales cerámicos en el yacimiento

Es un yacimiento conocido desde antiguo, pues ya fue recogido por el historiador Cánovas Cobeño en 1890 en su Historia de la Ciudad de Lorca. Llegó a describir algunos de los materiales observados en el yacimiento, como sepulturas en cistas de lajas de pizarra acompañadas de ajuar compuesto por vasijas cerámicas, puntas de flecha, puñales de cobre, elementos de adorno, hachas de piedra pulimentado y diferentes elementos fabricados en sílex y hueso. En 1948 aparece mencionado en un trabajo sobre la cultura del argar en la provincia de Murcia publicado por el ingeniero de caminos y arqueólogo Emeterio Cuadrado.

En 1991,la profesora Ayala Juan describe el yacimiento en su trabajo referido al poblamiento argárico en Lorca. Considera que este poblado sería el cierre norte de la vía transversal de comunicación de la depresión prelitoral.

## Descripción

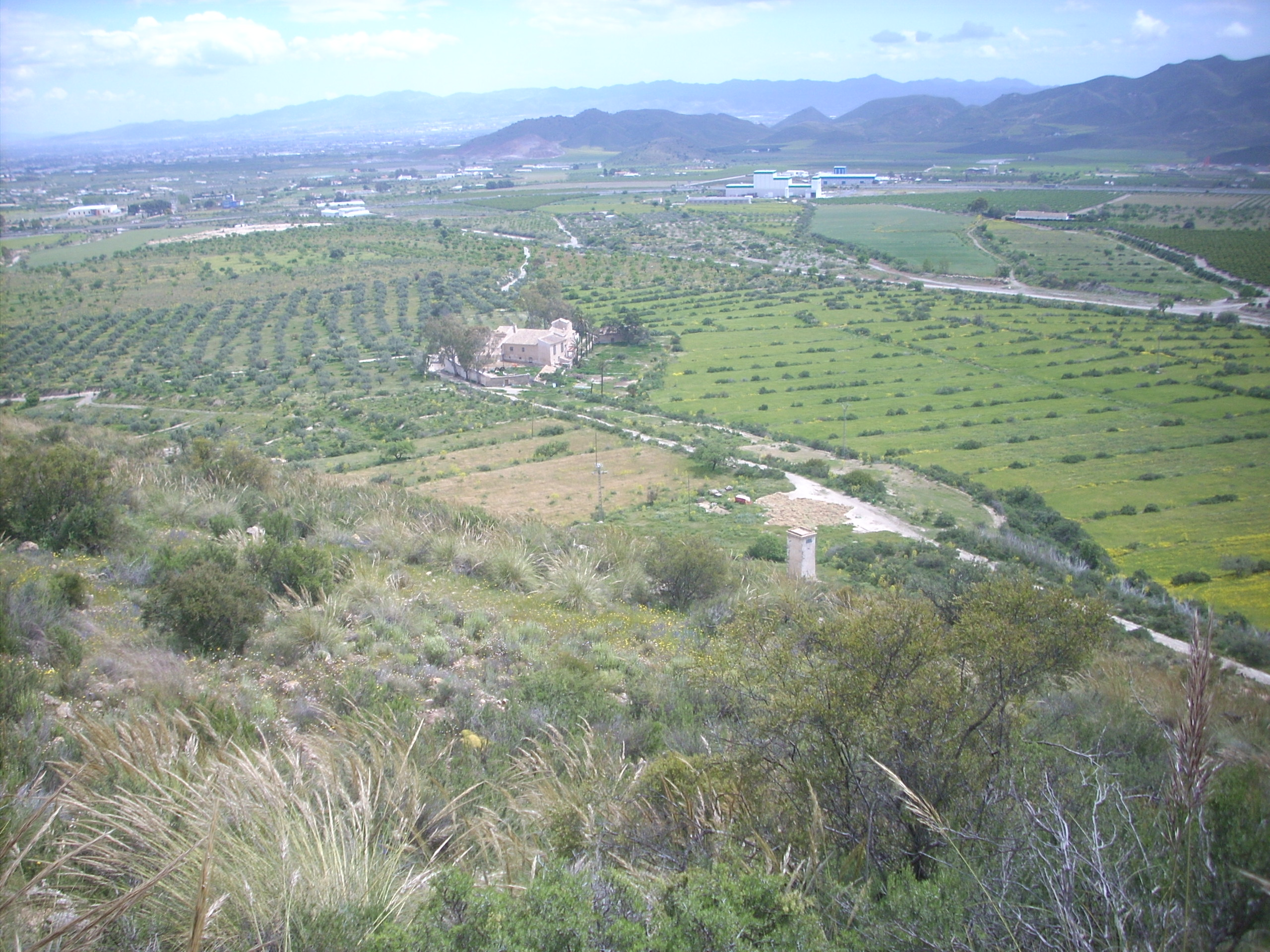
La rambla de Vilerda desde el yacimiento

El poblado se sitúa junto a la rambla de Vilerda, en la margen izquierda de la de Nogalte, margen en la que a lo largo de 9 kilómetros se sitúan al menos 10 poblados argáricos, entre los que cabe destacar Cabezo del Puerto 1 y 2, Loma del Tío Ginés o Cañada Alba, todos ellos en Puerto Lumbreras, y Cabezo Armado de Arriba y Cabezo Armado de Abajo en Lorca. Se identifica con un hábitat que se desarrolló en el momento de apogeo argárico y cuya base de subsistencia se basaría en la explotación de los recursos agropecuarios del entorno.  Es un trabajo sobre el yacimiento Torre de Sancho Manuel se recoge la existencia de materiales fechados en torno al siglo VIII a. C., al igual que sucede en otros poblados en llano (El Churtal, Torrealvilla).

El yacimiento ha sido estudiado únicamente a través de prospecciones superficiales. La última de ellas, con motivo de su declaración como bien catalogado, ha documentado fragmentos de cerámica argárica, con superficies bruñidas, fundamentalmente de vasijas de almacenamiento, asociados a muros de mampostería mal conservados y  algunos restos de lajas de pizarra que probablemente pertenecerían a enterramientos.